# Briana Scurry
Briana Collette Scurry (Minneapolis, 7 september 1971) is een Amerikaans voetbalspeelster.
Van 2001 tot 2003 speelde ze op professioneel niveau met Atlanta Beat, en in 2009 en 2010 met Washington Freedom. 
Na haar actieve voetbalcarrière werd Scurry assistent-trainer bij Minneapolis.

## Statistieken
| Seizoen | Club               | Land   | Competitie | Wedstrijden | Doelpunten |
| ------- | ------------------ | ------ | ---------- | ----------- | ---------- |
| 2009    | Washington Freedom | USA    | WPS        | 3           | 0          |
| 2010    | Washington Freedom | USA    | WPS        | 1           | 0          |
| Totaal  | Totaal             | Totaal | Totaal     | 4           | --         |

Laatste update: maart 2021

## Interlands
Scurry speelde tussen 1994 en 2008 in totaal 173 wedstrijden voor het Amerikaans voetbalelftal, en nam deel aan de Olympische zomerspelen van 1996 en 2004, op beide toernooien werd de gouden medaille behaald. Ook in 2000 was ze onderdeel van het Olympisch team, maar werd ze niet opgesteld. In 1999 won ze de gouden medaille op de Wereldkampioenschappen vrouwenvoetbal, en behaalde de derde plaats in 1995, 2003 en 2007.

## Privé
Scurry speelde college-voetbal op de Universiteit van Massachusetts.
- International Standard Name Identifier: 0000 0000 9758 038X
- Library of Congress Control Number: n99274948
- Virtual International Authority File: 144435470
- WorldCat: E39PBJjRWKw6hqpx3bRQbPXDbd